# Warpaint
Le Warpaint sono un gruppo musicale statunitense di musica sperimentale e art rock formatosi nel 2004 a Los Angeles. I membri della band sono Emily Kokal (voce principale e chitarra), Theresa Wayman (voce e chitarra), Jenny Lee Lindberg (basso e voce) e Stella Mozgawa (batteria e voce).

## Storia del gruppo
Le Warpaint si sono formate a Los Angeles il 14 febbraio 2004. Il gruppo era originariamente composto da Theresa Wayman, Emily Kokal e dalle sorelle Shannyn Sossamon e Jenny Lee Lindberg. La band ha suonato nell'area di Los Angeles per tre anni, guadagnando gradualmente popolarità con canzoni come Stars, Beetles e Elephants, che fanno parte dell'EP di debutto Exquisite Corpse
La band comincia a registrare Exquisite Corpse nel dicembre 2007 con il produttore Jacob Bercovici. L'ex chitarrista dei Red Hot Chili Peppers John Frusciante, che allora era fidanzato con la cantante Emily, ha curato il mixaggio e il mastering dell'EP. Le Warpaint hanno pubblicato l'EP nel 2008 e ben presto il disco ha raggiunto la posizione # 1 nella classifica locale di Amoeba Records. Nel 2009, Exquisite Corpse è stato ripubblicato in tutto il mondo dalla Manimal Vinyl. L'EP è stato descritto come "una collezione di magia psichedelica che scorre su sublimi momenti di pura melodia e cortesia delle tre cantanti".
La batterista Stella Mozgawa si è unita alla band nell'inverno 2009, completando la formazione. Poco dopo il gruppo ha firmato un contratto discografico con la Rough Trade Records ed ha iniziato un lungo tour negli Stati Uniti e in Europa.
Il 25 ottobre 2010 la band pubblica il suo primo album di debutto, The Fool. L'album ha ricevuto una recensione entusiastica dalla NME. Prima l'uscita dell'album, la band ha distribuito una cover della canzone di David Bowie Ashes to Ashes, per l'album-tributo Bowie We Were So Turned On, pubblicato in collaborazione con War Child. 
Il brano Shadows è stato distribuito come singolo di lancio di The Fool nel mercato digitale nel gennaio 2011. Un remix del brano è presente nella compilation della BBC Radio 1 In New Music We Trust.
Le Warpaint sono state in tour negli Stati Uniti e in Europa nella primavera e l'estate del 2011 per promuovere l'album.
Hanno suonato in vari festival importanti, tra cui Bonnaroo, Glastonbury Festival, Festival di Reading e Leeds, Coachella Valley Music and Arts Festival, Rock Werchter e Electric Picnic.
Nel 2011, la riedizione di Undertow si è piazzata al numero 92 nel Regno Unito e al numero 75 e in Australia. Il 25 settembre 2011 hanno suonato prestigioso Hollywood Bowl (come supporto).
Nel corso del 2011, le componenti del gruppo ammettono attraverso delle interviste di voler sviluppare nuovi percorsi musicali. Il secondo album discografico del gruppo, Warpaint è prodotto da Flood e mixato da Nigel Godrich. Il disco viene pubblicato nel gennaio 2014 in Europa e Stati Uniti dalla Rough Trade Records. Viene anticipato, nel settembre 2013, dal singolo Love Is to Die. Per promuovere il disco viene registrato anche un "making of" dell'album, ad opera di Chris Cunningham.

## Stile
Le Warpaint sono state paragonate ai Cocteau Twins, Joni Mitchell e Siouxsie and the Banshees.

## Formazione

### Formazione attuale
- Emily Kokal – voce, chitarra, sintetizzatore (2004–oggi)
- Jenny Lee Lindberg – basso, cori (2004–oggi)
- Theresa Wayman – cori, chitarra, tastiera, percussioni (2004–oggi)
- Stella Mozgawa – batteria, tastiera, cori, chitarra (2009–oggi)

### Ex componenti
- Shannyn Sossamon – batteria, cori (2004–2008)
- David Orlando – batteria (2008–aprile 2009)
- Josh Klinghoffer – batteria, chitarra (maggio-agosto 2009)
- Michael Quinn – batteria, violoncello (settembre-novembre 2009)

## Discografia

### Album in studio
- 2010 - The Fool
- 2014 - Warpaint
- 2016 - Heads Up
- 2022 - Radiate Like This

### EP
- 2008 - Exquisite Corpse

### Singoli
- Ashes to Ashes/The Bewlay Brothers (2010, split con le Sister Crayon)
- Undertow (2010, album The Fool)
- Shadows (2011, album The Fool)
- Crystalised (2013, in collaborazione con Martina Topley-Bird e Mark Lanegan, cover dei The xx)
- Love Is to Die (2013, album Warpaint)

### Video musicali
- Stars (2009)
- Elephants (2010)
- Beetles (2010)
- Undertow (2010)
- Warpaint (2011)

## Strumentazione
Strumenti
- Emily Kokal – Fender '62 Jaguar US
- Theresa Wayman – Fender Classic Series '65 Mustang
- Jenny Lee Lindberg – '78 Rickenbacker 4001, '71 Fender Precision Bass

Pedali
- Emily Kokal – Boss VB-2 Vibrato, Boss RV-5 Digital Reverb, Boss BF-3 Flanger, MXR Carbon Copy Delay, Ibanez TS9DX Turbo Tube Screamer, Boss PS-2 Digital Pitch Shifter/Delay, Korg Pitchblack Tuner
- Jenny Lee Lindberg – Boss Bass Chorus CEB-3, Boss OC-3 Super Octave, Way Huge Pork Loin Overdrive, Way Huge Aqua Puss, EHX Holy Grail nano
- Theresa Wayman – Boss TU-3 Tuner, Ibanez TS9 Tube Screamer, EHX nano Small Stone, Digitech Hardwire RV-7, Boss DD-7 Digital Delay, Ibanez DDL-20 Delay. Previously used EHX Holy Stain, MXR Phase 100, Boss CE-2 Chorus, Boss TW-1 T Wah

Amplificatori
- Emily Kokal – Roland Jazz Chorus 2X12s
- Theresa Wayman – VOX AC30 CC2X